# Brasiliogovea microstylus
Espèce
Brasiliogovea microstylus est une espèce d'opilions cyphophthalmes de la famille des Neogoveidae.

## Distribution
Cette espèce est endémique de Tobago à Trinité-et-Tobago.

## Description
Le mâle holotype mesure 3,05 mm et la femelle paratype 3,18 mm.

## Publication originale
- Benavides, Hormiga & Giribet, 2019 : « Phylogeny, evolution and systematic revision of the mite harvestman family Neogoveidae (Opiliones Cyphophthalmi). » Invertebrate Systematics, vol. 33, no 1, p. 101-180.